# Dessislawa Atanassowa

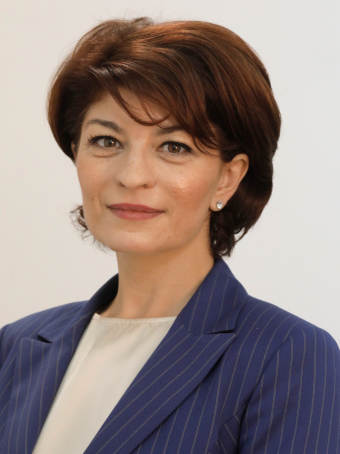
Dessislawa Atanassowa (2021)

Dessislawa Waltschewa Atanassowa (bulgarisch Десислава Вълчева Атанасова, wiss. Transliteration Desislava Vălčeva Atanasova; * 8. Oktober 1978 in Dulowo) ist eine bulgarische Juristin. Sie ist ehemalige Gesundheitsministerin von Bulgarien und seit 2024 Richterin am Verfassungsgericht der Republik Bulgarien.

## Leben und Wirken
Atanassowa studierte Rechtswissenschaften an der Universität für National- und Weltwirtschaft, wo sie 2001 ihren Abschluss machte. Anschließend war sie ab 2002 als Gerichtsassessorin tätig. Nach einer Tätigkeit in der Privatwirtschaft trat sie 2007 als Juristin in die Kommunalverwaltung des Oblast Russe ein. 2009 erwarb sie an der Universität Weliko Tarnowo einen Master-Abschluss sowie 2011 einen weiteren Masterabschluss mit dem Schwerpunkt Europäische Integration. 2011 wurde sie von der Anwaltskammer von Russe als Rechtsanwältin zugelassen. Bereits im Jahr zuvor hatte sie den Vorsitz des bulgarischen Gesundheitsausschusses übernommen. Im März 2012 wurde sie als Gesundheitsministerin in das Kabinett Borissow I aufgenommen. Dieses Amt hatte sie aber nur für weniger als ein Jahr inne; am 20. Februar 2013 trat die komplette Regierung Borissow nach Protesten der Bevölkerung geschlossen zurück. Trotz ihrer vergleichsweise kurzen Amtszeit gelang es ihr doch, einen nationalen Hepatitisplan zu erarbeiten.
Atanassowa hatte in der Folge von 2013 bis 2024 für die GERB ein Mandat in der bulgarischen Nationalversammlung inne. Hier war sie Mitglied unter anderem des Gesundheits-, des Außen- und des Rechtsausschusses. Von letzterem war sie von 2014 bis 2021 die stellvertretende Vorsitzende. Von 2014 bis 2024 war sie zudem Mitglied der bulgarischen Delegation bei der OSZE, von 2014 bis 2022 gar deren Leiterin. Anfang 2024 wurde sie zur Richterin am Verfassungsgericht der Republik Bulgarien gewählt und am 26. Januar 2024 vereidigt. Im Februar 2025 wurde sie zur Vertreterin Bulgariens bei der Venedig-Kommission ernannt.